# Premio Rodolfo Valentino
Il premio del Cinema Rodolfo Valentino consiste in una statuetta con l'effigie del divo di Castellaneta che per i primi 20 anni venne forgiata in oro mentre ora è d'argento placcata d'oro ed è stato assegnato negli anni a grandi divi cinematografici.

## Storia
La storia del premio parte da Carlo Apollonio che ai tempi era un giovane universitario a Roma e che nel 1972 propose al PR Mario Natale la creazione di un premio che premiasse in Puglia, terra di Rodolfo Valentino, l'eccellenza attoriale nel mondo. In onore del talento di Rodolfo Valentino, venne così istituito nel 1972 il premio che originariamente si denominava "Premio Maschera d'oro" e che tenne la sua prima premiazione a Maglie nella villa Tamborrino. Successivamente è stato realizzato fino al 1981 in Puglia, al Teatro Politeama Greco di Lecce e poi, per interessamento della stessa Liz Taylor, portato a Los Angeles dove trovò il supporto del senatore Bradley per 12 anni in California. Nel 1996 venne riportato in Europa. Le ultime due edizioni del premio si sono svolte in Italia, nell'isola Sardegna a Poltu Quatu.